# Football aux Jeux asiatiques de 1962

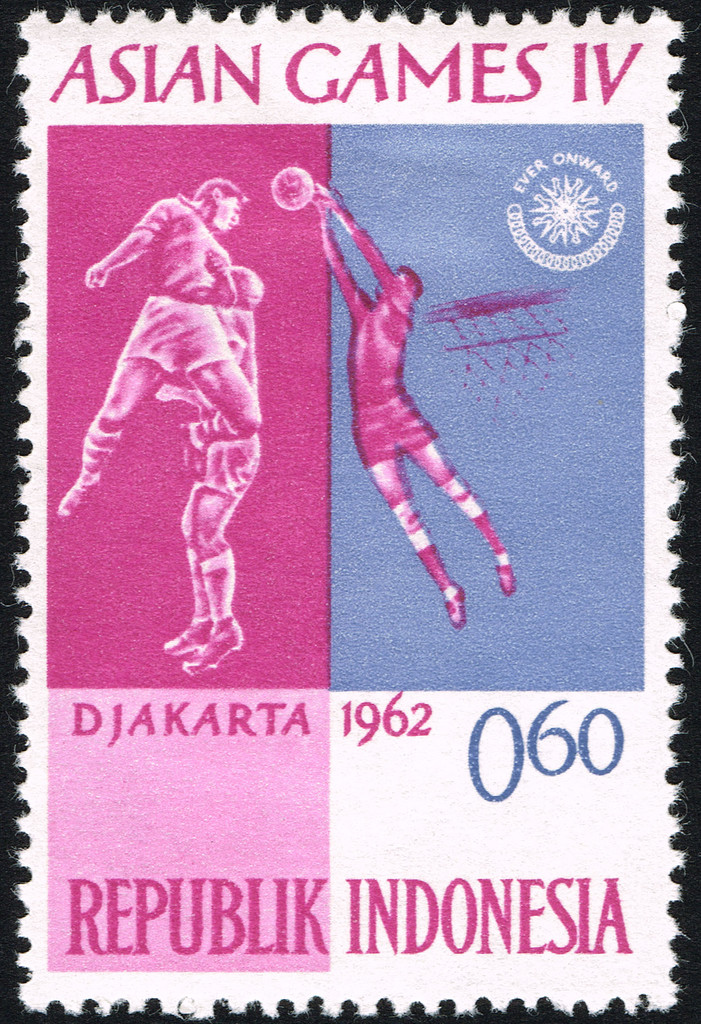
Timbre indonésien commémorant l'épreuve des Jeux asiatiques 1962 en Indonésie.

L'épreuve Football aux Jeux asiatiques de 1962 fut accueillie par Djakarta, en Indonésie du 25 août au 4 septembre 1962. 
Dans ce tournoi, 8 équipes disputent le tournoi mansculin. 

## Médailles

### Tableau des médailles
| Rang  | Nation       | Or | Argent | Bronze | Total |
| ----- | ------------ | -- | ------ | ------ | ----- |
| 1     | Inde         | 1  | 0      | 0      | 1     |
| 2     | Corée du Sud | 0  | 1      | 0      | 1     |
| 3     | Malaya       | 0  | 0      | 1      | 1     |
| Total | Total        | 1  | 1      | 1      | 3     |

## Phase de poules

### Groupe A
| Rang | Équipe       | Pts | J | G | N | P | Bp | Bc | Diff |  | Résultats    |  |     |     |     |
| ---- | ------------ | --- | - | - | - | - | -- | -- | ---- |  | ------------ |  | --- | --- | --- |
| 1    | Corée du Sud | 6   | 3 | 3 | 0 | 0 | 6  | 2  | +4   |  | Corée du Sud |  | 2-0 | 1-0 | 3-2 |
| 2    | Inde         | 4   | 3 | 2 | 0 | 1 | 6  | 4  | +2   |  | Inde         |  |     | 2-0 | 4-1 |
| 3    | Japon        | 2   | 3 | 1 | 0 | 2 | 3  | 4  | -1   |  | Japon        |  |     |     | 3-1 |
| 4    | Thaïlande    | 0   | 3 | 0 | 0 | 3 | 4  | 10 | -6   |  | Thaïlande    |  |     |     |     |

### Groupe B
| Rang | Équipe      | Pts | J | G | N | P | Bp | Bc | Diff |  | Résultats   |     |     |  |      |
| ---- | ----------- | --- | - | - | - | - | -- | -- | ---- |  | ----------- | --- | --- |  | ---- |
| 1    | Sud-Vietnam | 4   | 3 | 2 | 0 | 1 | 9  | 1  | +8   |  | Sud-Vietnam |     | 3-0 |  | 6-0  |
| 2    | Malaya      | 4   | 3 | 2 | 0 | 1 | 18 | 6  | +12  |  | Malaya      |     |     |  | 15-1 |
| 3    | Indonésie   | 4   | 3 | 2 | 0 | 1 | 9  | 3  | +6   |  | Indonésie   | 1-0 | 2-3 |  | 6-0  |
| 4    | Philippines | 0   | 3 | 0 | 0 | 3 | 1  | 27 | -26  |  | Philippines |     |     |  |      |

Pour départager les trois équipes à quatre points, le goal average (bp divisé par bc) est utilisé comme critère pour les demi-finales. Le Sud-Vietnam et Malaya passent tandis que l'Indonésie est éliminée.

## Phase finale

### Demi-finales
| 1 septembre 1962 | Corée du Sud | 2 - 1 (ap) | Malaya | Stadion Gelora Bung Karno, Jakarta |  |
|                  |              |            |        |                                    |  |

| 1 septembre 1962 | Inde | 3 - 2 | Sud-Vietnam | Stadion Gelora Bung Karno, Jakarta |  |
|                  |      |       |             |                                    |  |

### Match pour la3eplace
| 3 septembre 1962 | Malaya | 4 - 1 | Sud-Vietnam | Stadion Gelora Bung Karno, Jakarta |  |
|                  |        |       |             |                                    |  |

### Finale
| 4 septembre 1962 | Inde | 2 - 1 | Corée du Sud | Stadion Gelora Bung Karno, Jakarta |  |
|                  |      |       |              |                                    |  |